# Paradosso delle tre carte
Viene detto paradosso delle tre carte un classico problema del calcolo delle probabilità che pur nella sua semplicità ha una soluzione abbastanza controintuitiva: ci sono tre carte, delle quali la prima (A) è rossa su entrambi i lati, la seconda (B) su un lato è rossa e sull'altro è bianca e la terza (C) è bianca su entrambi i lati. Ponendo su un tavolo una delle tre carte, scelta a caso, ottengo che il lato visibile è di colore rosso. Qual è la probabilità che anche il lato non visibile sia di colore rosso?
La risposta intuitiva porta solitamente a rispondere che la probabilità ricercata sia pari al 50%, in quanto solo due carte (la A e la B) possono mostrare il colore rosso e solo una di queste (la A) può mostrare anche sull'altro lato il colore rosso; tuttavia si dimostra che la risposta giusta è 2/3.
Risulta controintuitivo, anche perché, spesso il soggetto tenuto a rispondere si immedesima nell'esperimento, simulando mentalmente l'azione di mescolare le carte ed estrarne una, difficilmente si considera che nell'atto di mescolare le carte possano essere capovolte condizione che viene assunta dall'esaminato ma non imposta dal problema.

## Soluzione
Ci sono in tutto 6 facce, delle quali 3 sono rosse e 3 sono bianche. Denominiamo 1 e 2 le due facce che appartengono alla carta rossa su entrambi i lati; denominiamo 3 la faccia rossa della carta rossa su un lato e bianca sull'altro. È possibile che la faccia visibile all'inizio del gioco sia 1, 2 o 3, con uguale probabilità. Su tre possibili casi, due comportano che la faccia non visibile sia rossa: 1 e 2. Pertanto la probabilità che il lato non visibile sia rosso è di 2/3.
L'intuizione suggerisce la risposta sbagliata del 50%, perché porta a non distinguere le facce 1 e 2 della stessa carta, come invece è corretto e dimostrato nei paragrafi seguenti.

## Dimostrazione assiomatica o frequentista
Estraendo una carta e posandola sul tavolo si possono verificare i seguenti sei casi equoprobabili, che possono capitare in maniera egualmente frequente
1. lato visibile = Aa = rosso, lato nascosto = Ab = rosso
2. lato visibile = Ab = rosso, lato nascosto = Aa = rosso
3. lato visibile = Ba = rosso, lato nascosto = Bb = bianco
4. lato visibile = Bb = bianco, lato nascosto = Ba = rosso
5. lato visibile = Ca = bianco, lato nascosto = Cb = bianco
6. lato visibile = Cb = bianco, lato nascosto = Ca = bianco

escludendo gli ultimi tre casi in quanto il lato visibile è bianco,
rimangono tre casi dove il lato visibile è rosso, due dei quali nascondono un lato anch'esso rosso,
dunque la probabilità è di 2/3.
Detto in un altro modo: Siano A, B e C le tre carte, come detto sopra: 1 e 2 le facce di A, 3 e 4 le facce di B, 5 e 6 le facce di C. Possiamo riassumere nella seguente tabella le possibili estrazioni della carta:
| Carta scelta | Faccia visibile | Faccia coperta | Estrazione ammessa | Caso favorevole |
| ------------ | --------------- | -------------- | ------------------ | --------------- |
| A            | 1-Rossa         | 2-Rossa        | Si                 | Si              |
| A            | 2-Rossa         | 1-Rossa        | Si                 | Si              |
| B            | 3-Rossa         | 4-Bianca       | Si                 | No              |
| B            | 4-Bianca        | 3-Rossa        | No                 |                 |
| C            | 5-Bianca        | 6-Bianca       | No                 |                 |
| C            | 6-Bianca        | 5-Bianca       | No                 |                 |

Gli ultimi tre casi non possono verificarsi dato che la faccia visibile è rossa.

## Dimostrazione con il teorema di Bayes
La probabilità condizionata cercata è
P(lato invisibile rosso | lato scoperto rosso) = P(carta con 2 lati rossi | lato scoperto rosso)
che sinteticamente possiamo scrivere P(A|R) dove A è la carta che ha entrambi i lati rossi e P(A) è la probabilità che essa venga scelta, P(R) è invece la probabilità che il lato visibile sia rosso.
Utilizzando il teorema di Bayes:
P(A|R) = P(R|A) * P(A) / P(R)
Essendo
P(R|A)=1, ovvero il lato scoperto della carta A è sicuramente rosso.
P(A)=1/3, la probabilità di scegliere la carta A è 1/3.
Il lato scoperto rosso può derivare dalla carta A o dalla B, ma mentre per la A la probabilità è 1, per la B è 1/2:
P(R) = P(A) * P(R|A) + P(B) * P(R|B) = 1/3 * 1 + 1/3 * 1/2 = 1/2
allora
P(A|R) = P(R|A) * P(A) / P(R) = 1 * 1/3 / 1/2 = 2/3

## Le origini
Questo è il testo originale del paradosso, proposto da Warren Weaver nel 1950:
Il giocatore sceglie una delle tre scatolette, estrae la carta e la posa sul tavolo in modo che sia visibile un solo lato.
Supponiamo che il lato che si vede sia bianco.
Il conduttore propone al giocatore di scommettere alla pari che è bianco anche l'altro lato della carta (se è bianco vince il conduttore, se è rosso vince il giocatore).
Conviene al giocatore accettare la scommessa? Perché?»

### Paradosso delle tre scatole
In realtà, una versione perfettamente analoga del problema era già stata presentata da Joseph Bertrand nel suo libro Calcul des probabilités: ci sono tre scatole, di cui la prima contiene due monete d'oro, la seconda due monete d'argento e la terza una d'oro ed una d'argento: se estraendo una moneta a caso da una scatola a caso ci si ritrova in mano una moneta d'oro, qual è la probabilità che anche l'altra nella scatola lo sia?
La soluzione è anche in questo caso 2/3.